# Hiro Saga

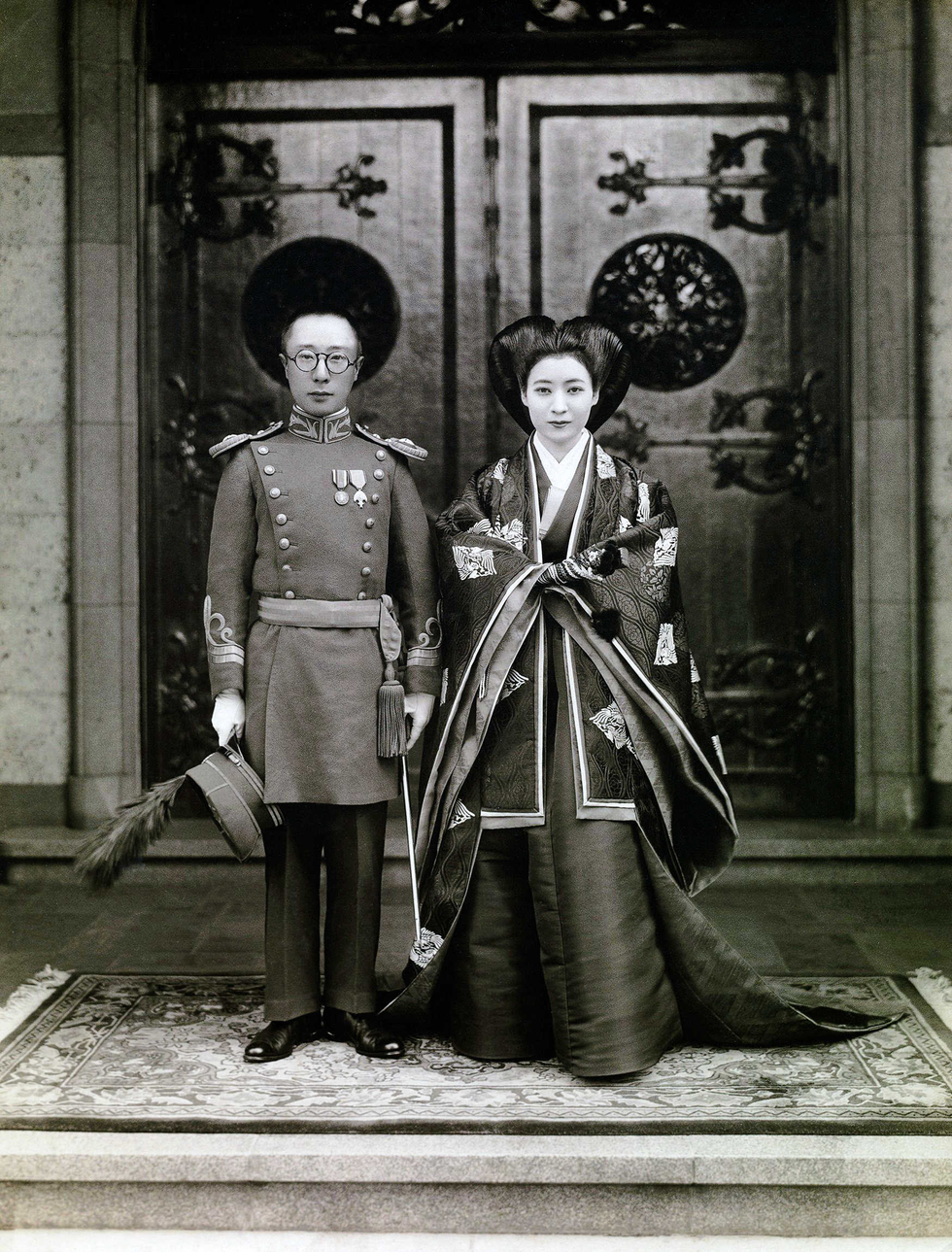
Pu Jie och Hiro Saga, 1938

Hiro Saga, född 16 april 1914, död 20 juni 1987, var en japansk adelsdam, svägerska till kejsar Pu Yi av Manchukuo som gift med dennes bror prins Pujie. Efter äktenskapet (1938) känd som Aisin-Gioro Hiro eller Aisin-Gioro Hao. 

## Biografi
Saga var dotter till markis Saneto Saga och utbildad vid kvinnoavdelningen av Gakushuinskolan. Hennes familj tillhörde hovadeln och var, som en gren av släkten Fujiwara, avlägset släkt med kejsarfamiljen. År 1937 ingick hennes fotografi bland de bilder av äktenskapskandidater som utvalts av Kwantungarmén och presenterades för Pujie då han studerade vid militärakademin. Äktenskapet arrangerades av armén som ett sätt att göra den manchuriska kejsardynastin japansk, särskilt eftersom Pujie bror kejsaren var barnlös och hans bror alltså var tronarvinge.

### Manchukuo
Bröllopet hölls i kejserliga armesalen i Kudanzaka i Tokyo 3 april 1938. I oktober flyttade de till Hsinking i Manchukuo. Deras relation beskrivs som lycklig av dem båda. Paret fick två döttrar. 
Hiro Saga beskrev sitt eget liv i Manchukuo i sina memoarer. Enligt henne blev de hänsynslöst och nonchalant behandlade av Kwantungarmén. Det underhåll de fick var otillräckligt och den bostad armén tilldelade dem för liten och låg i ett otryggt område. Hon beskrev hur företrädare för Kwantungarmén inte behandlade dem som kungligheter utan enligt makens militära kaptensrang då de ville markera missnöje med dem, och hur de skrek åt dem och kallade dem "kapten" och "kaptensfru". När hon födde en dotter snarare än en son slet arméns representant sönder dess officiella gratulationsgåva och lämnade sjukhuset utan att framföra sina gratulationer; och då hon infann sig på flygplatsen för att hälsa prins Chichibu av Japan välkommen i egenskap av en medlem av kejsarhuset, sjasades hon bort av armén som kallade henne för kaptensfru.  På grund av denna behandling beslöt paret sig för att försöka bli oberoende av armén, och började själva reparera sitt hus och odla grönsaker i trädgården. 
Hon uppger att hon i stort levde ett skyddat privatliv, men att hon ändå fick höra rykten om den japanska ockupationsmaktens övergrepp, så som den gången några lokala barn berättade för henne om hur japanska soldater vägrade betala sina räkningar i lokala restauranger, och att det fick henne att tvivla på den officiella japanska propagandan om harmonin mellan Asiens folk.

### Senare liv
Vid Sovjets invasion av Manchuriet under krigsslutet i augusti 1945 evakuerades hon tillsammans med sin make och kejsarens övriga familj med tåg från Chanchung till Dalizi. I Dalizi fortsatte kejsar Puyi med flyg. Han kunde inte ta med sig hela sällskapet men valde att ta med sig sin bror, medan han lämnade kvar sina hustrur, sin svägerska och brorsdöttrar i Dalizi. Kejsarens flygplan tvingades landa i Mukden, där Puyi, hans bror och resten av sällskapet greps av sovjetiska trupper. Hiro Saga, hennes döttrar, och kejsarens hustrur, kejsarinnan Wanrong och kejsarens bihustru Li Yuqin, fortsatte initialt mot Japan med tåg. 
Tåget blev dock tillfångataget av kinesiska kommunisttrupper och sällskapet placerades i arrest i januari 1946. De flyttades mellan olika polisstationer under kommunisternas strider med nationalisterna. Hon undergick flera förhör och tillfrågades bland annat om hon var den japanska kejsarens dotter. Under flytten paraderades de som troféfångar i en hästdragen kärra täckt av en banderoll som beskrev dem som förrädare i egenskap av den före detta kejsarfamiljen av Manchukuo.  Resterna av en japansk truppstyrka försökte vid ett tillfälle utan framgång frita dem. Li Yuqin släpptes så småningom, och Hiro Saga tog därefter hand om Wanrong, som led av opiumabstinens. 
Kommunisterna förklarade henne emellertid från anklagelserna om kollaboration med Kwantungarmén och släppte henne och hennes döttrar, varefter hon tvingades överge Wanrong. Hon tog sig till ett läger för japanska flyktingar, där hon identifierades av nationalistarmén, som tog henne tillfånga. Hon satt sedan länge fängslad i Shanghai. De kinesiska myndigheterna beskrev sig omväxlande som hennes förmyndare, och påpekade andra gånger att hon genom sitt giftermål inte längre var japansk medborgare, och att de därför kunde ställa henne inför rätt som Yoshiko Kawashima.  År 1947 frigavs Hiro Saga och tilläts återvända till Japan. 
Maken hade under tiden satts i fängelse i Kina. År 1961 släpptes maken från kinesiskt fängelse, och Hiro fick tillåtelse av Zhou Enlai att återvända till Kina för att leva med sin man. Hon levde sedan med maken i Peking till sin död 1987.

## Eftermäle
Hiro Saga utgav sina memoarer 1959. 
En TV-serie om Hiro Saga, Ruten no Ōhi - Saigo no Kōtei（ja）. visades 2003 i Japan.